# Liga Nacional Intermedia de Voleibol Femenino 2020
La Liga Nacional Intermedia es la segunda división de competencia de este deporte en el Perú, siendo la edición 2020, la decimoctava en su historia. Se inicio el 5 de enero de 2020 con el partido entre Túpac Amaru y Universitario de Deportes. Su organización, control y desarrollo están a cargo de la Federación Peruana de Voleibol (FPV).

## Equipos participantes
| Club                         | Ciudad | Entrenador           |
| ---------------------------- | ------ | -------------------- |
| Divino Maestro               | Lima   |                      |
| Latino Amisa                 | Lima   | Carmen Guerra Garcia |
| Golazo de Comas              | Lima   | Edwin Jimenez        |
| Molivoleibol                 | Lima   | Carlos Maldonado     |
| Mariscal Cáceres             | Lima   |                      |
| Sport Performance Volleyball | Callao | Antonio Carrasco     |
| Túpac Amaru                  | Lima   | Jose Castillo        |
| Universitario de Deportes    | Lima   |                      |

## Primera Fase
- Sedes:  Lima, Club De Gimnasia El Olivar, Coliseo de Voley del Circolo Sportivo Italiano, Perú
- Las horas indicadas corresponden al huso horario local del Perú (Tiempo del Perú – PET): UTC-5.

     - Clasificados para jugar el Hexagonal de Ascenso o Permanencia de 2020
     - Desciende a la  Liga Akira Kato.
| Pos. | Equipo                       | Partidos | Partidos | Partidos | Pts. | Sets | Sets | Sets  | Puntos | Puntos | Puntos |
| Pos. | Equipo                       | PJ       | PG       | PP       | Pts. | SG   | SP   | Ratio | PG     | PP     | Ratio  |
| ---- | ---------------------------- | -------- | -------- | -------- | ---- | ---- | ---- | ----- | ------ | ------ | ------ |
| 1    | Túpac Amaru                  | 3        | 3        | 0        | 9    | 9    | 2    | 4.500 | 269    | 198    | 1.359  |
| 2    | Latino Amisa                 | 2        | 2        | 0        | 5    | 6    | 2    | 3.000 | 169    | 140    | 1.207  |
| 3    | Molivoleibol                 | 2        | 1        | 1        | 4    | 5    | 4    | 1.250 | 202    | 188    | 1.074  |
| 4    | Sport Performance Volleyball | 2        | 1        | 1        | 3    | 4    | 3    | 1.333 | 157    | 143    | 1.098  |
| 5    | Universitario de Deportes    | 2        | 1        | 1        | 3    | 4    | 3    | 1.333 | 157    | 144    | 1.090  |
| 6    | Golazo de Comas              | 2        | 1        | 1        | 3    | 4    | 4    | 1.000 | 185    | 185    | 1.000  |
| 7    | Mariscal Caceres             | 2        | 0        | 2        | 0    | 1    | 6    | 0.167 | 126    | 171    | 0.737  |
| 8    | Divino Maestro               | 3        | 0        | 3        | 0    | 0    | 9    | 0.000 | 129    | 225    | 0.573  |

### Resultados

#### 1° semana
| Fecha      | Hora  | Equipo 1                     | Res.  | Equipo 2                  | Set 1 | Set 2 | Set 3 | Set 4 | Set 5 | Total   |
| ---------- | ----- | ---------------------------- | ----- | ------------------------- | ----- | ----- | ----- | ----- | ----- | ------- |
| 5 de enero | 13:00 | Túpac Amaru                  | 3 – 1 | Universitario de Deportes | 25-16 | 25-22 | 23-25 | 25-20 |       | 98 – 83 |
| 5 de enero | 15:00 | Sport Performance Volleyball | 3 – 0 | Mariscal Caceres          | 25-17 | 25-16 | 25-19 |       |       | 75 – 52 |
| 5 de enero | 17:00 | Latino Amisa                 | 3 – 0 | Divino Maestro            | 0-0   | 25-15 | 25-8  |       |       | 50 – 23 |

#### 2° semana
| Fecha       | Hora  | Equipo 1                  | Res.  | Equipo 2         | Set 1 | Set 2 | Set 3 | Set 4 | Set 5 | Total    |
| ----------- | ----- | ------------------------- | ----- | ---------------- | ----- | ----- | ----- | ----- | ----- | -------- |
| 12 de enero | 13:00 | Molivoleibol              | 3 – 1 | Golazo de Comas  | 25-27 | 27-25 | 25-18 | 26-24 |       | 103 – 94 |
| 12 de enero | 15:00 | Túpac Amaru               | 3 – 1 | Mariscal Caceres | 21-25 | 25-20 | 25-20 | 25-9  |       | 96 – 74  |
| 12 de enero | 17:00 | Universitario de Deportes | 3 – 0 | Divino Maestro   | 25-15 | 25-14 | 25-17 |       |       | 75 – 46  |